# Through the Back Door
Through the Back Door è un film muto del 1921, interpretato da Mary Pickford. Diretto da Alfred E. Green e Jack Pickford è ambientato in Belgio all'inizio del Novecento. È uscito negli Stati Uniti il 5 maggio 1921.

## Trama
La storia inizia in Belgio, nei primi anni del Novecento. Jeanne ha dieci anni ed è orfana di padre. Sua madre Louise si risposa con un uomo molto ricco che però la convince a partire con lui negli Stati Uniti, lasciando la figlia in Belgio, affidata a una domestica fedele, Marie. Louise, all'inizio, cerca di opporsi, poi cede. E lascia la figlia.

Passano cinque anni. Marie e Jeanne sono diventate molto unite. Louise, negli Stati Uniti, non sopporta più la situazione e decide di tornare in Belgio a prendersi la figlia. Ma Marie non vuole rinunciare a Jeanne. E allora mente alla madre, dicendole che la piccola è morta, annegata nel fiume. Disperata, Louise ritorna dal marito.

Scoppia la prima guerra mondiale. Marie ora teme i pericoli della guerra. E decide di mandare via dal Belgio Jeanne. La fa imbarcare, mandandola in cerca di sua madre. Le due si lasciano con un addio commovente.
Nel corso del viaggio, Jeanne conosce due orfanelli di cui si prende cura. Quando arriva negli Stati Uniti, la ragazza teme l'incontro con la madre e le si presenta fingendo di essere una domestica in cerca di lavoro. In questo modo, sotto mentite spoglie, conoscerà sua madre e vedrà che tipo di donna sia. Ma ha molte difficoltà nel trovare il momento giusto per dichiararsi a Louise e avere finalmente una riconciliazione con lei.

## Produzione
Il film fu prodotto dalla Mary Pickford Company.

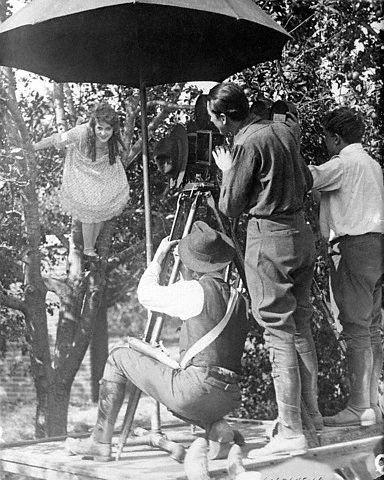
Mary Pickford sul set fotografata da Charles Rosher

## Distribuzione
Il copyright del film, richiesto dalla Mary Pickford Co., fu registrato il 21 giugno 1921 con il numero LP16691.
Distribuito dalla United Artists, il film uscì nelle sale il 5 maggio 1921. Nel 2005, fu distribuito in DVD insieme a Cinderella di James Kirkwood dalla Milestone Film and Video DVD edition, accompagnato da una nuova colonna sonora di Robert Israel.

### Date di uscita
- USA	5 maggio 1921
- Portogallo	11 ottobre 1926
- Finlandia	17 gennaio 1927
- USA 3 maggio 2005 DVD

Alias
- Pela Porta de Serviço	Portogallo
- Por la puerta de servicio	Spagna